# Didelet
Didelet je priimek več oseb:
- Charles Didelet, francoski plesalec in koreograf
- Henri-Antoine Didelet, francoski general